# Joseph Ha Chi-shing

Bischofswappen von Joseph Ha Chi-shing

Joseph Ha Chi-shing, OFM (chinesisch 夏志誠 / 夏志诚, Pinyin Xià Zhìchéng, Jyutping Haa6 Zi3sing4; * 4. März 1959 in Hongkong) ist ein chinesischer Franziskaner. Er ist Weihbischof in Hongkong.

## Leben
Joseph Ha Chi-shing trat der Ordensgemeinschaft der Franziskaner bei und legte am 27. August 1988 die ewige Profess ab. Er empfing am 9. September 1990 das Sakrament der Priesterweihe.
Am 11. Juli 2014 ernannte ihn Papst Franziskus zum Titularbischof von Simitthu und bestellte ihn zum Weihbischof in Hongkong. Der Bischof von Hongkong, John Kardinal Tong Hon, spendete ihm sowie auch Stephen Lee Bun Sang und Michael Yeung Ming-cheung am 30. August desselben Jahres die Bischofsweihe; Mitkonsekratoren waren der emeritierte Bischof von Hongkong, Joseph Kardinal Zen Ze-kiun SDB, und der Sekretär der Kongregation für die Evangelisierung der Völker, Kurienerzbischof Savio Hon Tai-Fai SDB.